# Главниця-Доня
Главниця-Доня (хорв. Glavnica Donja) — населений пункт у Хорватії, у складі громади Загреба.

## Населення
Населення за даними перепису 2011 року становило 544 осіб.
Динаміка чисельності населення поселення:

## Клімат
Середня річна температура становить 10,18 °C, середня максимальна – 23,83 °C, а середня мінімальна – -5,50 °C. Середня річна кількість опадів – 921 мм.
| Клімат поселення                              | Клімат поселення | Клімат поселення | Клімат поселення | Клімат поселення | Клімат поселення | Клімат поселення | Клімат поселення | Клімат поселення | Клімат поселення | Клімат поселення | Клімат поселення | Клімат поселення | Клімат поселення |
| Показник                                      | Січ.             | Лют.             | Бер.             | Квіт.            | Трав.            | Черв.            | Лип.             | Серп.            | Вер.             | Жовт.            | Лист.            | Груд.            |                  |
| Середній максимум, °C                         | 6,22             | 7,70             | 11,79            | 15,89            | 20,76            | 23,83            | 22,50            | 22,01            | 18,14            | 13,24            | 7,95             | 4,34             |                  |
| Середня температура, °C                       | 0,36             | 1,84             | 5,92             | 10,02            | 14,88            | 17,98            | 19,65            | 19,15            | 15,30            | 10,40            | 5,09             | 1,51             |                  |
| Середній мінімум, °C                          | −5,5             | −4,03            | 0,06             | 4,15             | 9,03             | 12,10            | 16,82            | 16,32            | 12,44            | 7,54             | 2,25             | −1,35            |                  |
| Норма опадів, мм                              | 49               | 49               | 62               | 71               | 80               | 102              | 87               | 92               | 87               | 87               | 89               | 66               |                  |
| Середньомісячна швидкість вітру, м/с          | 1.92             | 2.11             | 2.49             | 2.39             | 2.24             | 2.00             | 1.94             | 1.80             | 1.82             | 1.90             | 1.98             | 1.97             |                  |
| Середньомісячна сонячна радіація, кДж/м²·день | 4132             | 6881             | 10482            | 14845            | 18924            | 20803            | 21585            | 18890            | 14057            | 8747             | 4581             | 3319             |                  |
| --------------------------------------------- | ---------------- | ---------------- | ---------------- | ---------------- | ---------------- | ---------------- | ---------------- | ---------------- | ---------------- | ---------------- | ---------------- | ---------------- | ---------------- |
| Джерело:                                      |                  |                  |                  |                  |                  |                  |                  |                  |                  |                  |                  |                  |                  |